# Enterochinasi
L'enteropeptidasi o enterochinasi è un enzima, contenuto nel succo enterico e prodotto da cellule della parete duodenale in seguito all'ingestione di cibo, capace trasformare il tripsinogeno in tripsina.
L'enterochinasi è l'elemento chiave che dà luogo alla cascata di Ohlsson.